# 純潔★女神さまっ!「種付けしてください、ダンナさまっ!」
『純潔★女神さまっ!「種付けしてください、ダンナさまっ!」』（じゅんけつ★めがみさまっ!「たねつけしてください、ダンナさまっ!」）は、2011年2月25日にルネより発売された18禁のパソコンゲーム（アダルトゲーム）ソフトである。

## 登場人物
国見 豊（くにみ ゆたか）
173cm 65kg
主人公。
ヴィシュヌ
声 - 沢代りず
158cm B88(D)/W58/H89
レア
声 - 西中光
162cm B79(B)/W58/H83
ティアマット
声 - 春河あかり
154cm B83(C)/W56/H84
アスタロッテ
声 - 桜城ちか
149cm B72(A)/W56/H78
キュベレー
声 - 芹園みや
165cm B92(E)/W60/H90
井沢 南（いざわ みなみ）
声 - 河合しなの
158cm B84(B)/W58/H86 19歳
国見 穣二（くにみ じょうじ）
164cm 48歳

国見 瑞穂（くにみ みずほ）
162cm 46歳

イザナミ
声 - 氷室百合
140cm程度

## 主題歌
- 「フロンティア」
  - 歌手 - 工藤マミ

## スタッフ
- 原画 - スカイハウス、あまぎみちひと、TTT、眠井
- シナリオ - K-TOK、川原圭人、須々木鮎尾
- 音楽 - 溝口哲也